# Quelimane
Quelimane is een industriestad en zeehaven in Mozambique. Het vormt het bestuurlijk centrum van de provincie Zambezia en de grootste stad hierbinnen. De stad ligt op 25 kilometer van de monding van de rivier de Rio dos Bons Sinais ("rivier van de goede tekenen") in de Indische Oceaan. Deze rivier overstroomt vaak in het regenseizoen. De belangrijkste lokale taal in de stad (naast de landstaal Portugees) is Chuabo.

## Geschiedenis
De stad heeft haar oorsprong in een Swahilisch handelscentrum aan de rivier de Rio dos Bons Sinais. De inwoners dreven via Zanzibar handel met Omaanse Arabieren. In 1498 bezocht Vasco da Gama de stad op zijn reis naar Indië, waarbij hij ook de rivier Rio dos Bons Sinais haar naam gaf, waarbij Bons Sinais ("goede tekenen") slaat op het feit dat hij "goede tekenen" dacht te zien dat hij op de juiste weg was.
In 1530 bezetten de Portugezen de plaats, maar stichtten er pas in 1544 een eerste handelspost. In 1761 verklaarde de Portugese koloniale overheid Quelimane tot zetel van een concelho (gemeente) en twee jaar later kreeg het een eigen parlement. In de 18e en 19e eeuw vormde de stad een overslagplaats voor slaven.
De stad vormde in 1856 het eindpunt van de beroemde west-oostelijke doortrekking van Zuid-Centraal-Afrika door David Livingstone. In 1862 werd Livingstone Brits consul in de stad.
Op 21 augustus 1942 kreeg Quelimane de status van stad.
In 1954 werd de stad de zetel van een katholiek bisdom.

## Economie en transport
De stad heeft een grote rivierhaven met een visserijvloot. In de haven kunnen ook grotere zeeschepen aanleggen, die zeetransportverbindingen onderhouden met Maputo, steden in Zuid-Afrika en Europa. Belangrijke exportproducten zijn thee en sisal.
In het achterland van de stad bevinden zich een aantal grote kokosplantages, waar palmolie wordt gewonnen en uitgevoerd.
De stad vormt het eindpunt van een 120-kilometer lange spoorlijn vanaf Mocuba en heeft een regionale luchthaven, waar dagelijks op wordt gevlogen door LAM - Linhas Aéreas de Moçambique en om de dag door Air Corridor.

## Voorzieningen
De stad heeft een groot ziekenhuis, twee kathedralen, een groot aantal moskeeën en een universiteit voor onderwijzers. In de stad bevindt zich tevens een stadion genaamd Palmanga De Qelimane, dat vooral voor voetbalwedstrijden wordt gebruikt.

## Bezienswaardigheden
Nabij de Zalalabaai bevindt zich een strand, waar veel toeristen komen, al is de stad zelf niet erg populair bij de toeristen vanwege de hitte, hoge luchtvochtigheid en grote afstand ten opzichte van de kust. De grootste bezienswaardigheden bestaan uit het gouverneurspaleis uit 1895 de katholieke kathedraal Nossa Senhora do Vibramento uit 1785.

## Demografie
Door het uitbreken van de Mozambikaanse Burgeroorlog daalde de bevolking van de stad sterk, maar sindsdien is de bevolking meer dan verdriedubbeld.
| Jaar | Inwoners |
| ---- | -------- |
| 1970 | 71.786   |
| 1980 | 62.174   |
| 1997 | 153.187  |
| 2007 | 192.876  |

## Voetnoten
1. ↑  Mozambique: largest cities and towns and statistics of their population. World Gazetteer. Gearchiveerd op 30 juli 2012. Geraadpleegd op 18 juni 2008.